# 臺灣桃園國際機場嚴重特殊傳染性肺炎群聚感染事件
臺灣桃園國際機場嚴重特殊傳染性肺炎群聚感染事件，簡稱桃機群聚感染事件或桃機群聚感染案，是指2022年1月2日開始，在中華民國桃園市臺灣桃園國際機場發生的嚴重特殊傳染性肺炎群聚感染事件。1月3日，嚴重特殊傳染性肺炎中央流行疫情指揮中心公布桃園國際機場1名停車場清潔工人確診，個案曾前往忠貞市場擺攤。隔日，在群聚感染人數增加至4人後，中央流行疫情指揮中心立即在桃園國際機場設立前進指揮所因應。截至2月23日，桃園國際機場群聚感染事件累計共789人確診，分別為清潔工人、防疫計程車司機、機場保全、金嗓歌友會成員、機場手推車工作人員、居家服務人員、電子廠員工、銀行員工、餐廳員工、餐廳顧客、師生、機車行員工、工廠員工及上述身分之同住家人等，以及擴大匡列採檢之確診個案，年齡遍布未滿5歲至70歲以上。

## 事件經過

### 早期案例

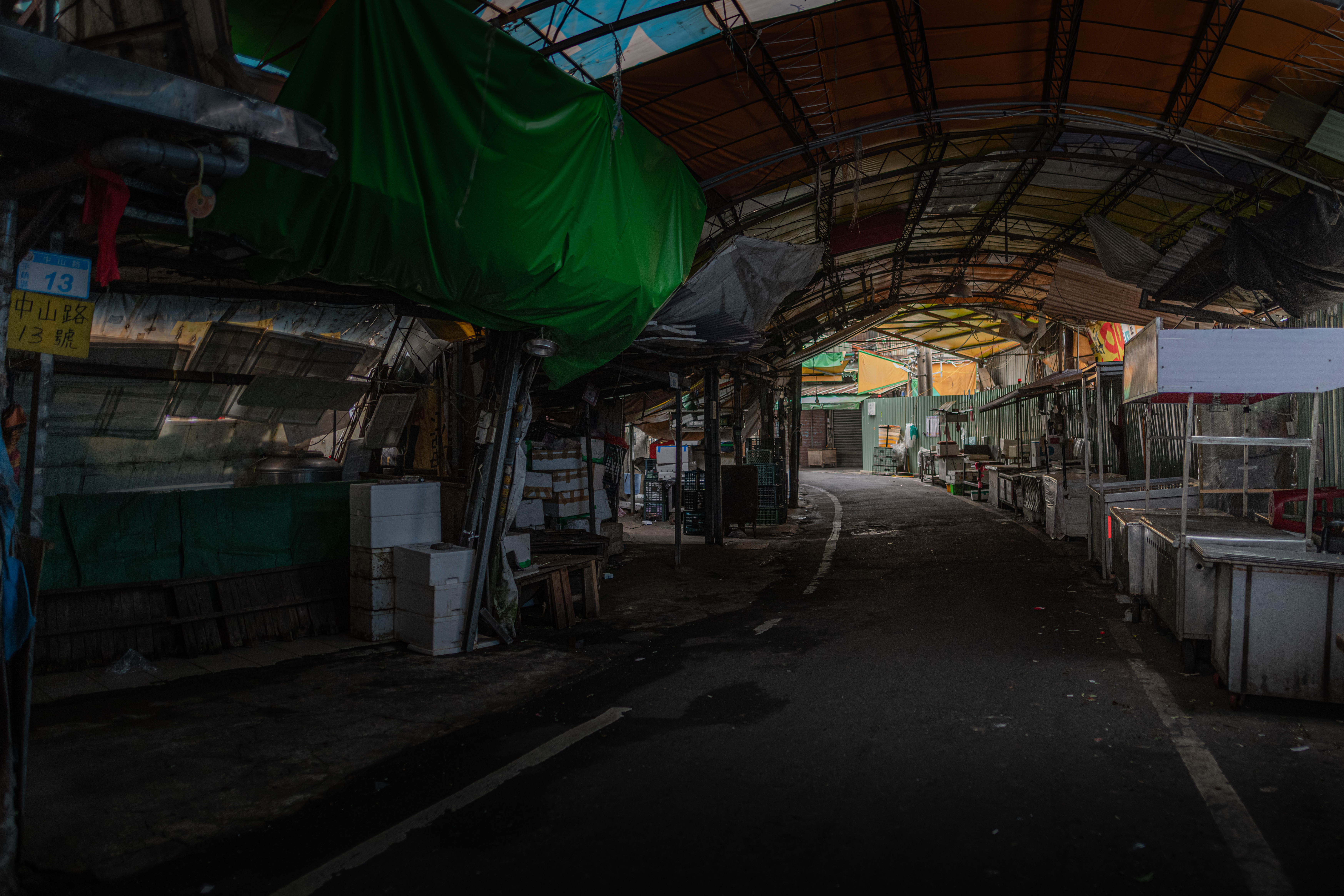
案17230曾經在桃園市中壢區忠貞市場擺攤。Photo credit：吳冠昱

在嚴重特殊傳染性肺炎臺灣疫情期間，機場屬於高風險區域，而臺灣桃園國際機場清潔工作由信實保全負責。1月2日，一名在桃園國際機場防疫車輛停車場擔任清潔工人的本國籍40多歲女性出現發燒咳嗽，隔日確診嚴重特殊傳染性肺炎，CT值僅有11。晚間，嚴重特殊傳染性肺炎中央流行疫情指揮中心公布該本土個案。其近期沒有出入境紀錄、已接種2劑牛津－阿斯特捷利康嚴重特殊傳染性肺炎疫苗，曾在12月30日、12月31日連假上午9時至中午12時，前往桃園市中壢區忠貞市場擺攤。桃園市政府衛生局緊急採檢同住6名家人，結果皆為陰性反應。
1月4日下午，中央流行疫情指揮中心正式公布新增4例本土病例，其中包含3名桃園國際機場停車場清潔工人（案17230、案17238、案17239）、1名防疫計程車司機（案17240）確診。案17230初步研判感染嚴重急性呼吸道症候群冠狀病毒2型Omicron變異株，案17239在1月1日發病，CT值約24。案17240在1月1日發病，在12月26日和12月31日載過感染Omicron變異株的旅客，也是國內首例防疫計程車司機確診。下午，基隆市市長林右昌表示案17240在基隆市和桃園市都有租屋，與1名友人同住基隆市，匡列居家隔離和採檢。晚間，基隆市政府表示經安排採檢，結果為陰性反應。
1月5日上午，桃園市市長鄭文燦在防疫會議上首先宣布新增1名信實集團清潔工人確診。下午，中央流行疫情指揮中心案正式公布新增1例本土確診，為擔任桃園國際機場清潔工人的本國籍50多歲女性（案17266），已接種2劑莫德納嚴重特殊傳染性肺炎疫苗，與案17230、案17238、案17239為同職場人員，曾一同搭乘同路線通勤交通車。其在1月3日出現咳嗽、喉嚨不適，自行採檢確診，CT值16。同日，中央流行疫情指揮中心公布案17240基因定序確定感染Omicron變異株。並將原2日公布（案17181）之境外移入個案經疫調後改判為本土個案，其為（案16941）之相關感染。晚間，中央流行疫情指揮中心公布新增3名確診者，為擴大採檢的信實外包大夜班清潔工人，與先前個案重疊時空主要在下班通勤交通車。

### 案例增加

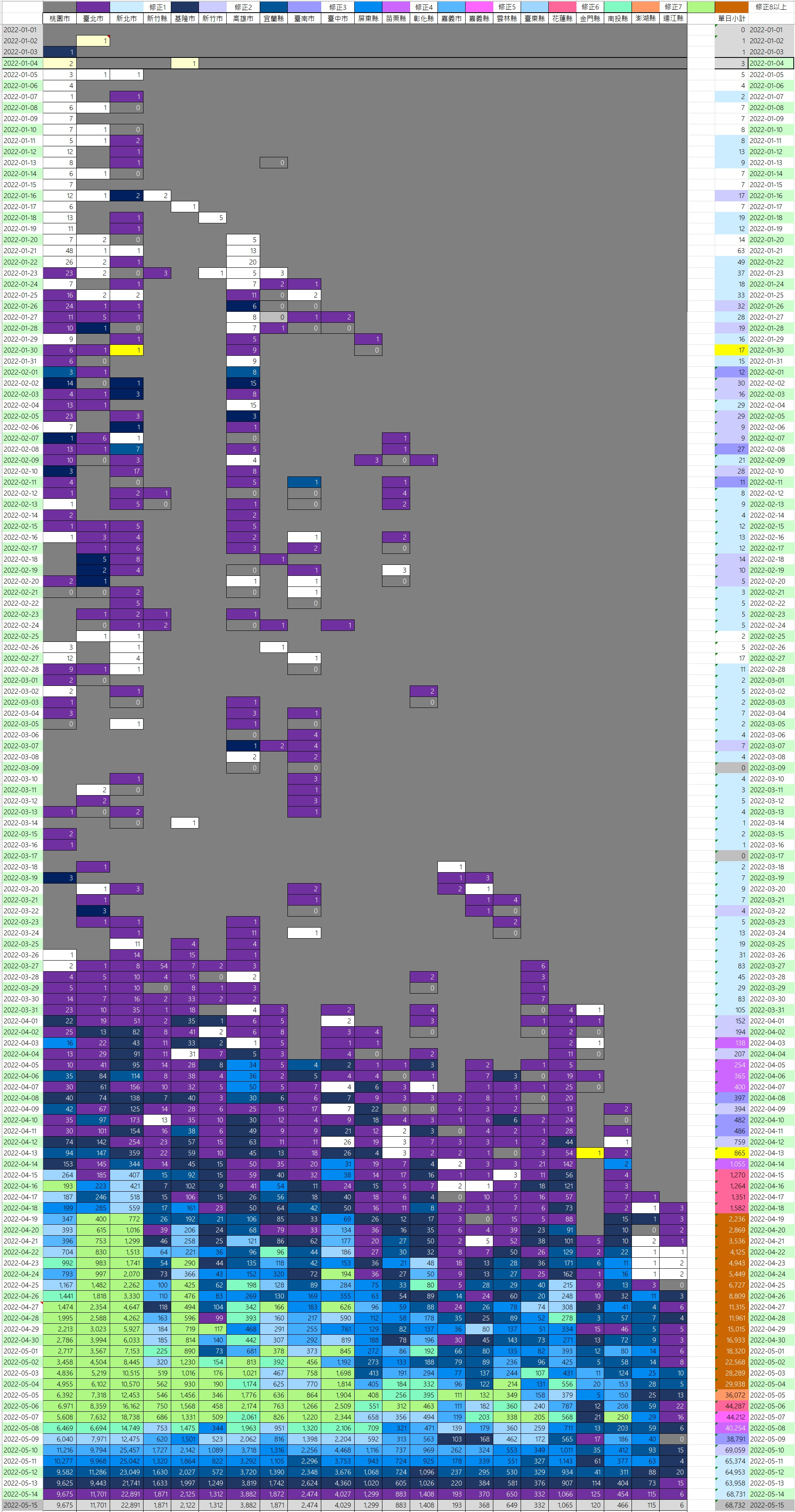
臺灣各地區歷日新增及累計數與持續修正統計（自2022年1月1日起至5月14日止），各縣市排列先後順序是依此事件新聞發生日逐漸開展而放置。

| 桃園國際機場群聚感染事件（自1月1日起至3月23日止） | 桃園國際機場群聚感染事件（自1月1日起至3月23日止） |
| ------------------------------------------------- | ------------------------------------------------- |
| 衍生個案                                          | 確診人數                                          |
| 桃機清潔人員、保全與歌友會相關                    | 26                                                |
| 桃機手推車人員、居服員相關                        | 22                                                |
| 聯邦銀行健行分行相關                              | 23                                                |
| 西堤餐廳相關                                      | 165                                               |
| 其他                                              | （674）690                                        |
| 總計                                              | （910）926                                        |

### 每日案例增減趨向統計
臺灣本土累計總確診數分佈圖
資料截算自2022年1月1日至5月14日止，總計：763,049例。
| 地點：（縣）市     | 新北市  | 臺北市  | 桃園市  | 臺中市 | 高雄市 | 基隆市 | 臺南市 | 宜蘭縣 | 新竹縣 | 花蓮縣 | 屏東縣 | 彰化縣 | 苗栗縣 | 雲林縣 | 南投縣 | 臺東縣 | 嘉義縣 | 嘉義市 | 新竹市 | 澎湖縣 | 金門縣 | 連江縣 |
| 各縣市總計：（人） | 268,616 | 143,162 | 124,154 | 41,552 | 35,783 | 27,713 | 22,153 | 15,607 | 14,621 | 12,976 | 10,757 | 9,892  | 6,401  | 6,359  | 3,739  | 3,726  | 3,333  | 2,206  | 1,187  | 772    | 564    | 181    |

備註：數據為國家高速網路與計算中心系統統計資料彙整而成（因系統撈取統計時間點不同，加上個案管理會轉移到其他縣市，數字隨之作滾動式調整）。
臺灣本土確診每日病例數增減趨勢分析（自2022年1月1日至5月14日止）：
備註：數據為國家高速網路與計算中心系統自行統計，因國家高速網路與計算中心系統撈取統計時間點不同，加上個案管理會轉移到其他縣市，數字隨之作滾動式調整。

### 死亡案例（本土病例）
2月15日，經個案逝後疫調結果，同日公布新增1例死亡個案（案18138－為北部80多歲本國籍女性，具慢性病史，因具就醫需求，於1月10日安排住院隔離，19日隔離期滿前採檢結果陽性，20日確診即轉持續隔離治療，2月4日病故）為（案17368－歌友會群聚）相關之接觸者。並公布確認為臺灣首例因感染Omicron變異株而死亡案例，為2022年本土確診第一例病亡案例。

#### 本土確診死亡病例年齡及性別分佈圖
數據自2022年1月起，至2022年2月28日止，共1例。

## 防疫措施

### 指揮中心

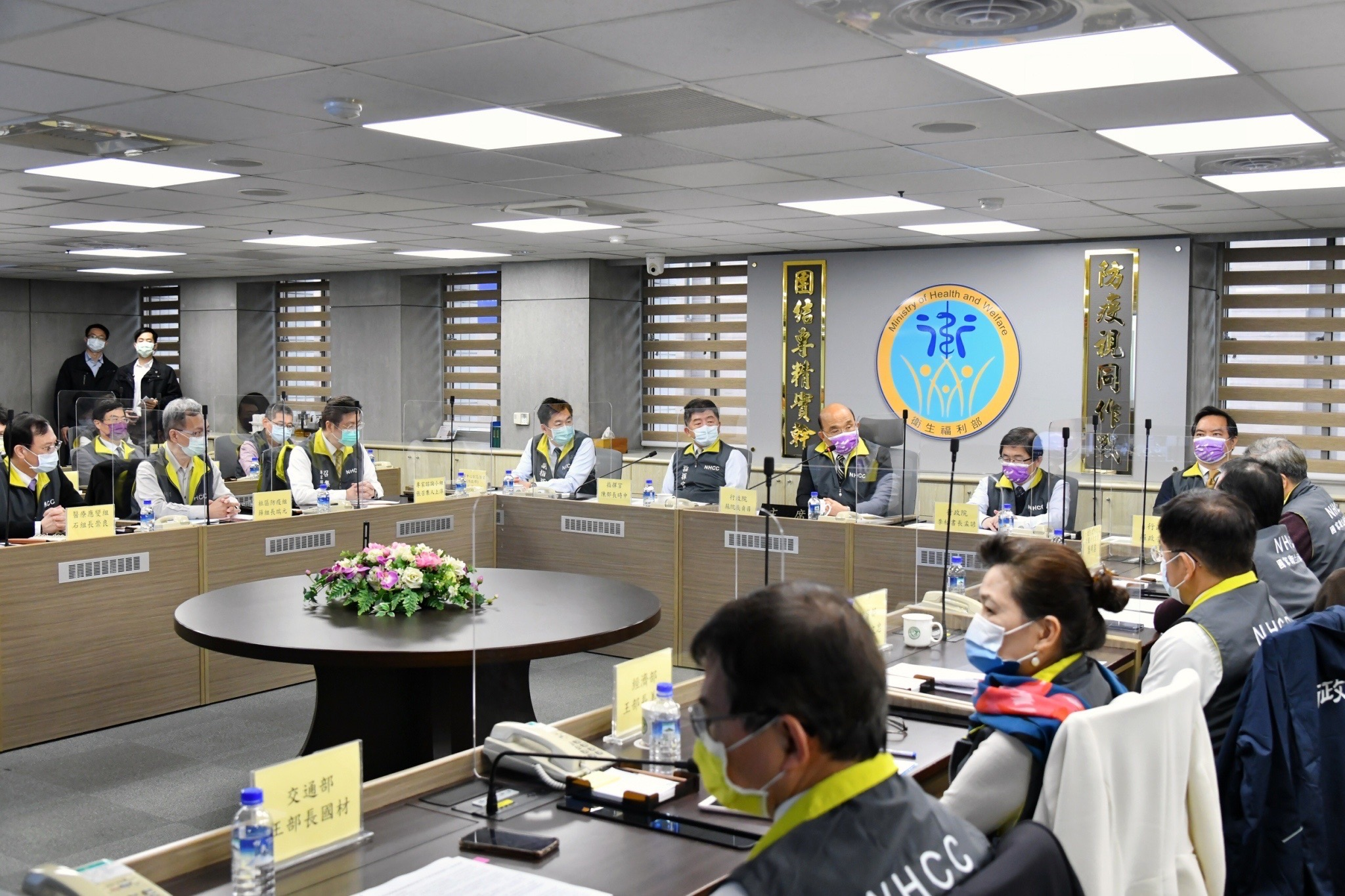
2022年1月4日，嚴重特殊傳染性肺炎中央流行疫情指揮中心在臺灣桃園國際機場成立前進指揮所。

1月4日下午，因應桃園市出現4例本土病例，中央流行疫情指揮中心指揮官陳時中宣布即日起至1月17日強化桃園市防疫措施，民眾外出須全程戴口罩，除有飲食需求可免戴外，其他免戴口罩規定全部暫停。同時也強化機場防疫措施，防疫計程車司機每3天深喉唾液PCR採檢1次、機場內工作人員每週快篩採檢1次，有症狀者立即進行深喉唾液或鼻咽PCR採檢。下午4時許，陳時中與醫療應變組副組長王必勝前往桃園國際機場緊急應變中心開會，聽取相關單位簡報，隨後進入管制區內實地視察旅客入境作業流程、了解了解防疫作業執行情況，並前往防疫計程車招呼站感謝慰問司機。
其中陳時中特別關切中央流行疫情指揮中心與桃園國際機場的合作情況，並希望利用桃園國際機場的經驗，引進到其他有入境作業的國際機場。晚間，中央流行疫情指揮中心定調群聚感染，同意在桃園國際機場成立前進指揮所控制疫情，由王必勝統籌指揮相關防疫工作。其後由前進指揮所啟動評估現場作業、入境動線風險及快速篩檢三大任務。最初中央流行疫情指揮中心最初推斷有2種可能傳播路徑，並因使用和清潔廁所感染。陳時中並強調清潔工人、防疫計程車司機、旅館服務員如醫護人員守護第一線承擔風險，並非防疫破口。
但因為有幾名個案職場、交通車上都未接觸仍染疫，陳時中表示情況更複雜，可能已有幾波傳播。王必勝則指出六號行李轉盤旁的廁所及P3停車場廁所，是可疑的源頭處所。1月6日，陳時中表示Omicron變異株已經進入本土，並在群聚擴大後坦言疫情有點緊張。1月7日，陳時中坦言已經是社區感染，但現階段疫情仍可追蹤而暫不升高防疫等級，王必勝則表示有必要總檢討機場是否全面採檢。

### 桃園機場

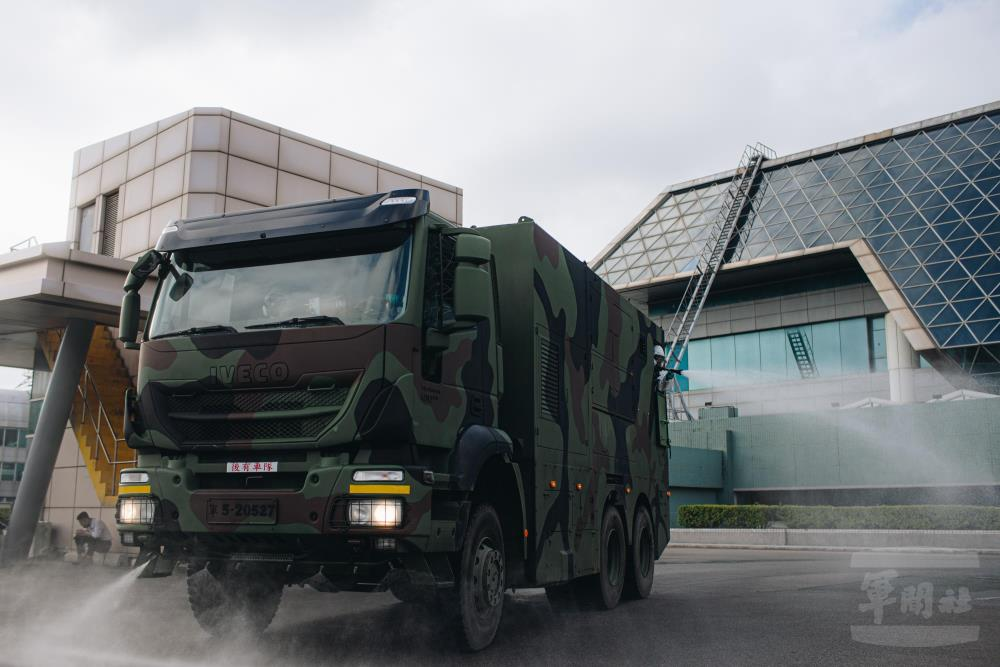
2022年1月4日，陸軍化學兵第三三群前往桃園國際機場停車場進行消毒。

1月3日下午，桃園國際機場公司接獲1名外包清潔公司員工確診的通報，第一時間要求對該員工所服務接觸區域等擴大匡列及深度清消。同時召回數百名防疫計程車司機進行採檢，需經採檢才能載客，清潔公司則匡列26人。1月4日上午9時，中華民國國軍陸軍化學兵第三三群前往桃園國際機場支援，再次進行深度清消，主要範圍是臺灣桃園國際機場第二航廈、P3停車場平面，及計程車駕駛休息室、廁所、電梯等部分。同時桃園國際機場公司亦對航廈進行全面清消。上午11時起，防疫計程車司機召回篩檢，至中午12時30分完成相關作業。
下午，桃園國際機場公司安排桃園國際機場員工、女清潔工人所屬信實集團員工展開大規模採檢，當中擴大採檢878名清潔工人。其後停車場清潔工人接觸者採檢並未新增確診者。1月5日上午9時，王必勝召開前進指揮所首場會議，表示旅客動線仍依照先前規劃，但會進行部分流程調整改進。同時提供防疫計程車司機加穿隔離衣，並提升裝備。而因應群聚感染事件，前進指揮所還要求儘速配合實施機場內人員及防疫車隊加強採檢相關操作，由桃園國際機場、衛生福利部疾病管制署北區區管級醫院代表進行實際操作規劃，臺北松山機場及高雄國際機場同時配合辦理。
同日，桃園國際機場人員採檢完成，並繼續追蹤狀況。1月6日，清潔外包公司航廈夜班人員共93人，全數送集中檢疫所集中隔離。未隔離員工則要以快篩檢測，並在1月8日安排全員PCR。同時清潔外包公司採檢除7名清潔工人確診以外，其餘員工都是陰性反應。對於員工陸續染疫，信實集團發布聲明指出將同步提升四大防疫措施等級。同時前進指揮所檢討交通車搭乘混搭，要求實名制與固定座位。

### 社區防疫

#### 桃園市

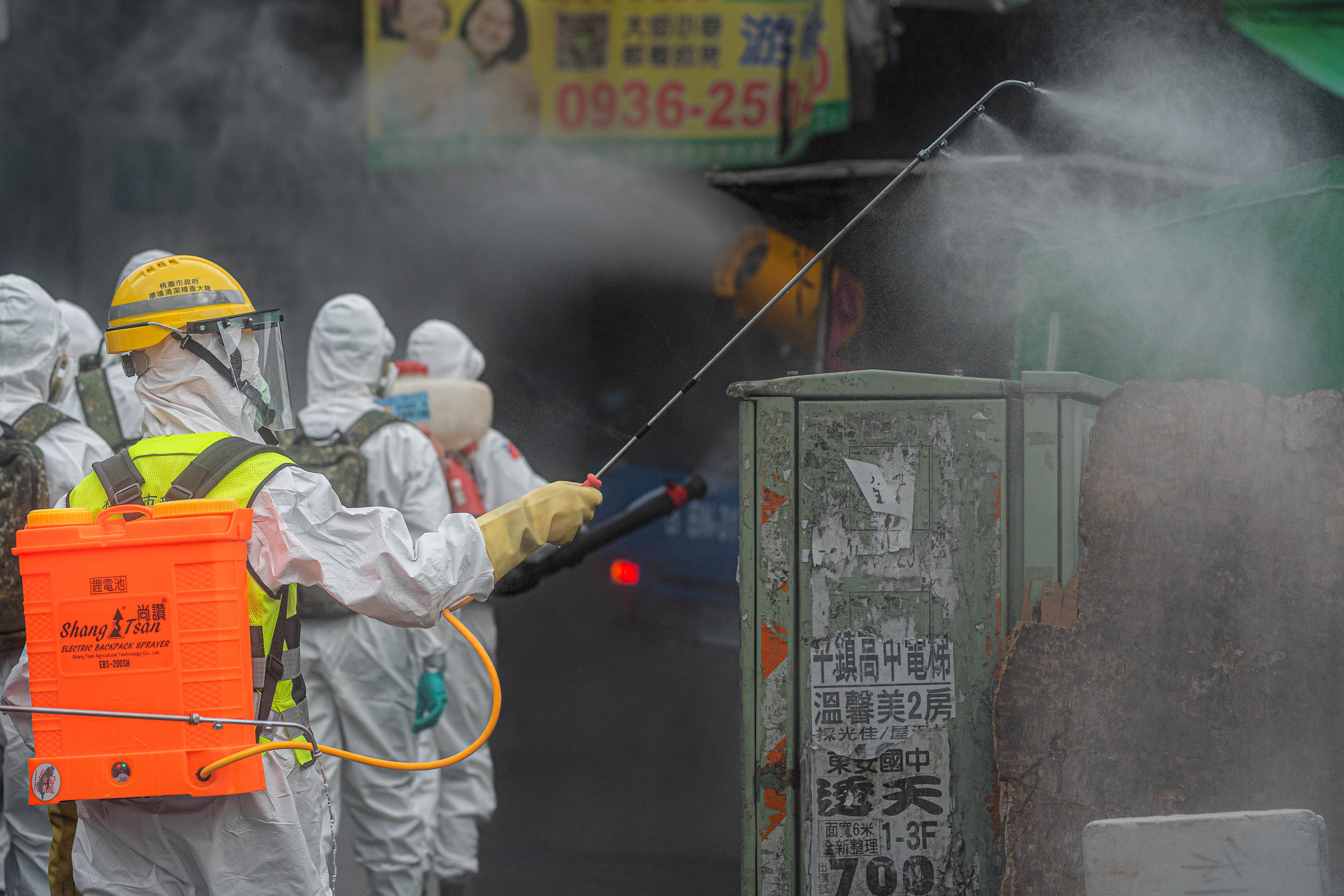
2022年1月5日，桃園市政府防疫消毒大隊與陸軍化學兵第三三群在忠貞市場大規模消毒。

1月3日，桃園市政府衛生局啟動疫情調查作業，中央流行疫情指揮中心亦擴大匡列採檢。因接獲通知學生疑似於元旦連假日期間接觸確診者，1間小學及1間高級中學依桃園市政府教育局指示，緊急宣布在1月4日起實施預防性停課1日、啟動線上學習、全校清消，所屬小學班級更線上教學1周。1月4日凌晨，桃園市長鄭文燦公布確診清潔工人足跡。上午，鄭文燦表示將在忠貞市場周邊的龍岡大操場天幕、桃園北區客家會館、黎明公園設置3處採檢站，讓民眾免費採檢，忠貞市場則休市3天。下午2時，桃園市政府防疫消毒大隊與陸軍化學兵第三三群前往忠貞市場、及周邊10個里進行大規模消毒。
鄭文燦表示目前防護等級仍然是二級，但民眾應全程配戴口罩。為避免病毒擴散，中央政府與地方政府加快疫情調查與採檢。1月5日，王必勝視察龍岡大操場、客家會館、黎明公園等3處社區篩檢站，了解環境與量能。由於採檢量偏少，王必勝呼籲民眾踴躍採檢，鄭文燦亦呼籲民眾採檢以框住可能確診者。桃園市政府公布4名清潔工人足跡，包括金嗓歌友會、家樂福、大潤發、中北黃昏市場、中壢客運、桃園客運、中華電信服務中心等地。同日，陸軍化學兵第三三群在忠貞市場進行第二輪消毒，周邊3區23里亦擴大環境清消。
晚間，觀音區小學學童因曾接觸確診者，就讀學校1月6日預防性停課一天，相關幼兒園亦停課1天。其後鄭文燦表示將擴大社區採檢，防堵病毒進入社區。1月6日上午開始，針對確診者連續5天前往金嗓歌友會，桃園市政府衛生局採檢約800名會員。桃園市政府公布清潔工人確診足跡，包括羊肉爐、大潤發等，而前往金嗓歌友會的個案在跨年夜打牌。因1名金嗓歌友會接觸者為學童，1間小學停課1天。1月7日，鄭文燦表示情況很嚴峻，並要擴大採檢揪出隱形傳播鏈。王必勝視察金嗓歌友會，並擴大匡列。
1月10日，指揮中心宣布新增6例本土個案，其中包括一位桃園市中壢區某國小的一名學童。知悉消息後，該校立刻宣布自10日至24日停止上課14天，多所學校也跟進預防性停課。

#### 新北市
1月5日，新北市政府要求10+4+7的同住家人必須在第14天公費採檢，新北市長侯友宜更呼籲市民1月17日前近距離拍照不要脫口罩，全力防範疫情破口。1月6日，新北市政府公布案17307疫情調查確診足跡，包括鶯歌區超商、郵局、大潤發等。

#### 臺中市
1月27日（28日公布），臺中市新增2例本土確診個案，分別為沙鹿區25歲女性（案18711，CT值16.73，相關足跡已全面清消，為大學研究生，乃桃園八德阿姨－案18613之親密接觸者）及北屯區21歲女性（案18748，CT值20，無臺中市足跡，為1月18日至27日於新北市醫院陪病，亦為同樓層確診之相關接觸者），市府獲報後，隨即展開下列措施：
1. 安排隔離PCR篩檢、足跡、疫調與相關防治措施。
2. 相關足跡全面清消處理
3. 增設社區篩檢站：沙鹿光田醫院及童綜合醫院（1月28至1月30日）[61]。

#### 嘉義市
3月18日，嘉義市政府接獲中央疫情中心之通報（案21792），隨即展開下列措施：
1. 召開相關單位之緊急會議，安排隔離PCR篩檢、疫調與相關防治措施。

#### 嘉義縣
3月19日凌晨零時30分，嘉義縣政府接獲中央疫情中心之通報，隨即展開下列措施：
1. 召開相關單位之緊急會議，安排隔離PCR篩檢、疫調與相關防治措施。
2. 成立篩檢站：民雄鄉－秀林國小（3月19日下午）、民雄運動公園（3月19日下午及20日一天），太保市長庚醫院（3月19日下午及20、21日兩天），大林鎮慈濟醫院（3月19日下午及20、21日兩天）[63]。

### 醫療應變
1月5日，因應臺灣桃園國際機場本土群聚疫情及境外移入，陳時中宣布準備啟動醫療應變量能。臺北市政府亦希望第一線醫護人員盡快施打第三劑疫苗，以提高保護力。高雄市政府則是增加專責病房與負壓隔離病房。1月6日，中央流行疫情指揮中心宣布臺北區與北區將恢復專責病房開設，且量能全開，3天內提供1,453床待命收治確診者。
1月7日，高雄市長陳其邁宣布高雄市啟動第一波醫院加嚴管制措施，暫緩非必要健康檢查、限制探病時段訪客數、接受呼吸道侵入手術須有PCR陰性證明等。

## 各界反應

### 中央政府
1月4日，中華民國總統蔡英文表示對於出現4例本土案例，要謹慎以對、提高警覺，更呼籲民眾盡快接種疫苗。1月5日，對於本土確診病例新增，蔡英文表示政府要持續嚴守疫情防線。1月6日，蔡英文表示邊境工作人員承擔染疫風險，不該被稱為破口。1月7日，行政院院長蘇貞昌針對國內本土病例再起，呼籲民眾遵守防疫規範及打疫苗，提高疫苗覆蓋率。

### 地方政府
對於臺灣桃園國際機場群聚感染、防疫旅館群聚感染、及春節即將到來，各界擔憂本土疫情再次出現，多個縣市都加嚴防疫措施以防堵群聚感染蔓延。臺北市政府檢查防疫旅館通風設備，無法依規定改善就要求退場。不過臺北市市長柯文哲呼籲不要貿然拉高防疫層級，並表示疫情已有社區感染，但大部分人打過疫苗而有相當程度抵抗力，不用太恐慌。
臺中市副市長陳子敬率隊稽查防疫旅館，業者加強清消頻率。臺南市市長黃偉哲亦呼籲市民拍照時不要拿下口罩。高雄市政府籌設「隔離專用」防疫旅館，並要求機場、港口、旅館防疫人員盡速施打第三劑疫苗。採檢措施比中央流行疫情指揮中心更為嚴格，防疫旅館工作人員打第二劑未滿14天，縮短為3天採檢1次，隔離期滿的同住家人也將給予快篩試劑全部快篩。

### 疫苗施打
1月4日下午，陳時中表示近期將有大量高風險國家入境旅客返回臺灣，須盡快提高第一劑、第二劑疫苗施打涵蓋率，才能把基本防禦建立起來。1月5日，陳時中再次表示疫情還未到最嚴峻的時候，呼籲盡快施打疫苗。隨著桃園市爆發本土疫情，連帶刺激臺北市疫苗預約量增加，疫苗接種站出現排隊人潮。同日起，施打第一劑與第二劑疫苗後，臺北市會提供200元商品券。1月6日，鄭文燦表示正在研議縮短機場第一線高風險人員疫苗施打間隔。

## 疫情趨緩之後續處置
2月24日疾管署公告：

### 航海運交通
自3月1日起，暫停臺灣本島5處機場（松山、臺中、嘉義、臺南、高雄）及2處港口（基隆、高雄）往返離島之篩檢站運作及健康聲明書的填寫舉措。

### 居家檢疫日期調整
自3月7日零時起，1.（當地搭機時間），放寬非本國籍商務人士來臺。2.（航班表定抵臺時間）入境居家檢疫天數縮短為10天。及當確定病例之其密切接觸者，居家隔離天數亦縮短為10天。

### 調整醫院探病管理措施
因應臺灣疫情漸趨穩定，衡酌醫療機構防疫安全及民眾探病需求，自3月1日起，調整醫院探病管理措施。臺北市、新北市、桃園市及高雄市的醫院除例外情形，均維持禁止探病措施；其餘縣市醫院則有條件開放探病。

### 適度放寬防疫措施

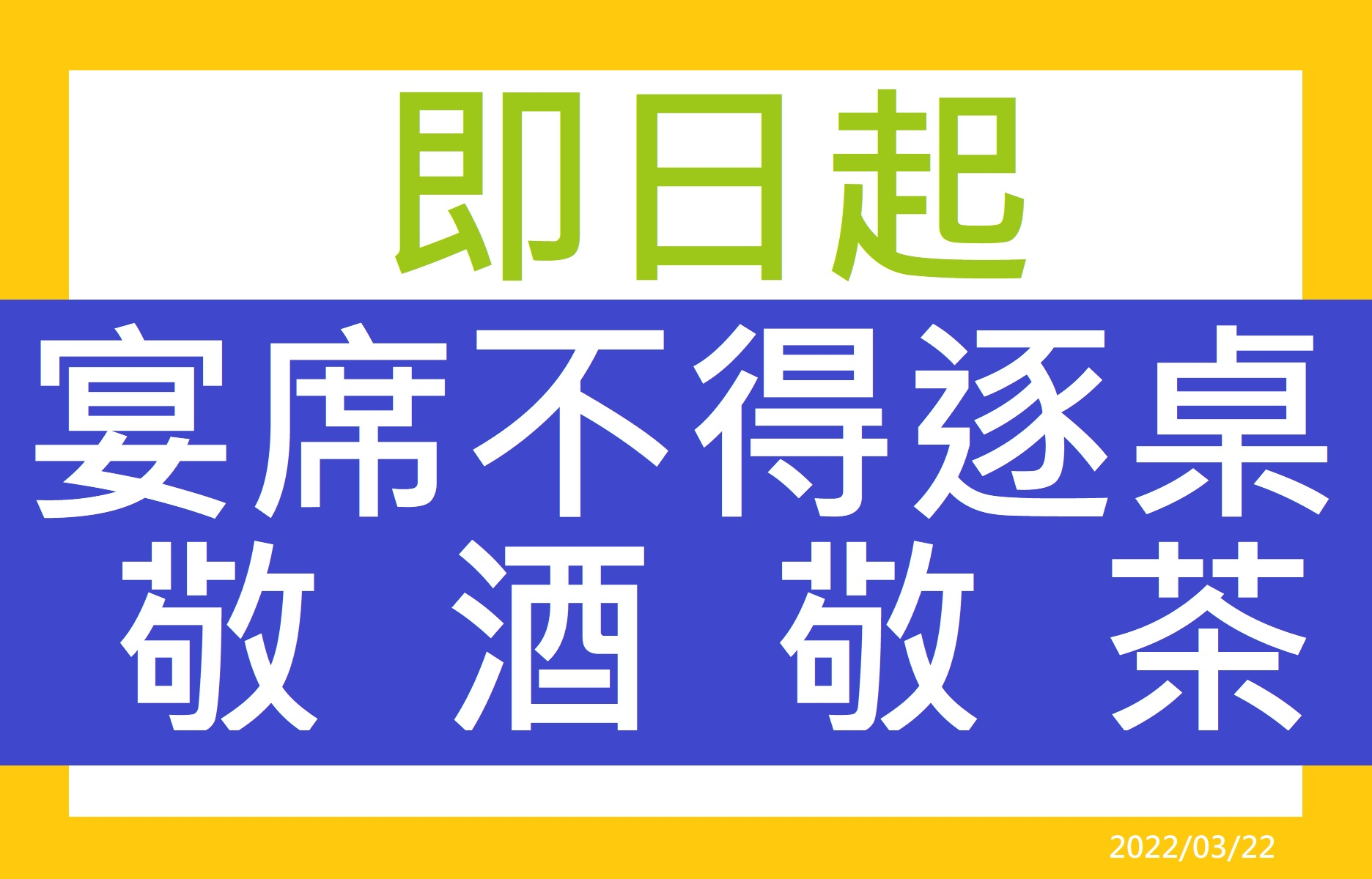
2022-3-22（即日起宴席不得逐桌敬酒敬茶）

考量國內至2月24日止，疫情已趨緩並且穩定的控制，為兼顧與維持國內防疫量能、社會經濟活動及有效控管風險，自3月1日至31日止，適度放寬補補部分防疫措施：
- 放寬戴口罩規定，增加4種例外情形。除例外情形時得免戴口罩，外出時應全程佩戴口罩：

1. 唱歌時，維持須戴口罩。
2. 下列場合得免戴口罩，但應隨身攜帶口罩，且如本身有相關症狀或與不特定對象無法保持社交距離時，仍應不得逐桌敬酒敬茶戴口罩：（1）.室內外從事運動。（2）.室內外拍攝個人／團體照。（3）.自行開車，車內均為同住家人，或無同車者時。（4）.直播、錄影、主持、報導、致詞、演講、講課等談話性質工作或活動之正式拍攝或進行時。（5）.農林漁牧工作者於空曠處(如：田間、魚塭、山林)工作。（6）.於山林(含森林遊樂區)、海濱活動。（7）.於溫／冷泉、烤箱、水療設施、三溫暖、蒸氣室、水域活動等易使口罩潮濕之場合。
3. 外出時有飲食需求，得免戴口罩。
4. 於指揮中心或主管機關指定之場所或活動（如：藝文表演／劇組／電視主播等演出人員正式拍攝演出時、運動競賽之參賽選手及裁判於比賽期間等），如符合指揮中心或主管機關之相關防疫措施，得暫時脫下口罩。

- 場所及公共場域（含交通運輸）應嚴格遵守：實聯制、量體溫、加強環境清消、員工健康管理、 確診事件即時應變。
- 賣場、超市、市場：依營業場所／公共場域防疫措施，不另要求人流管制；開放試吃。
- 高鐵、臺鐵、公路客運、船舶（固定餐飲區除外）、國內航班：於運具內（車廂、船舶、航空器）開放飲食。
- 餐飲場所：嚴格落實實聯制、量體溫、提供洗手設備及消毒用品；一度開放宴席逐桌敬酒敬茶，但3月22日疫情記者會上，因應疫情發展出現相關的染疫個案（案21792與案22137之宴席敬茶、酒事故）以致疫情蔓延，陳時中部長通告修改法令－即日起宴席不得逐桌敬酒敬茶。違反上述實聯制等措施者依法裁處並限期改善，未完成改善者，不得提供內用服務。
- 宗教場所、宗教集會活動：依內政部規定之防疫措施辦理。

### 臺灣航空機組員防疫措施修整
3月2日疾管署發布：自3月7日起，臺灣航空機組員防疫措施調整（以航班抵臺時間計算）實施，相關說明如下：
入境旅遊疫情第三級地區（長程航班）：
1. 已接種疫苗追加劑且滿14天者：自5天居家檢疫（D5-PCR檢驗），調降為5天自主健康管理（D7快篩、D10-PCR檢驗）。
2. 未接種疫苗追加劑（含已接種追加劑但未滿14天）者：維持5天居家檢疫( D5-PCR檢驗）與9天加強版自主健康管理（D9、D14-PCR檢驗）。
3. 家戶符合一人一戶檢疫條件者，得由航空公司於入境日安排PCR檢驗後，於家戶內續行上述檢疫措施。

當班往返且未入境旅遊疫情第三級地區（短程航班）：
1. 已接種疫苗追加劑且滿14天者：調降為7天自我健康監測與每7天PCR檢測，兩次PCR間增加一次快篩（間隔3-4天）。
2. 未接種疫苗追加劑（含已接種追加劑但未滿14天）者：維持7天自主健康管理與每7天PCR檢測。